# Alone (The Walking Dead)
"Alone" là tập thứ 13 trong Phần 4 của series phim truyền hình The Walking Dead. Tập phim được phát sóng trên kênh AMC của Mỹ vào ngày 9 tháng 3 năm 2014. Khi phát sóng tại Mỹ, tập phim đã được 12,65 triệu người xem trong đó có 6,3 triệu người từ 18-49 tuổi.

## Nội dung tập
Tập phim bắt đầu với một cảnh trong quá khứ của Bob Stookey, khi anh đang lang thang một mình trong thế giới sau bệnh dịch, tìm những nơi trú chân tạm bợ và thường uống rượu về đêm. Một ngày nọ khi đang đi trên đường, Bob gặp Daryl Dixon và Glenn Rhee, Daryl hỏi anh 3 câu hỏi như thường lệ mà họ cần được trả lời trước khi cho phép ai đó gia nhập cộng đồng nhà tù: "Anh đã giết bao nhiêu xác sống?", "Anh đã giết bao nhiêu người?" và "Vì sao?". Bob trả lời rằng anh đã giết một người phụ nữ vì người ấy yêu cầu anh làm vậy. Sau đó, anh theo Glenn và Daryl về nhà tù.
Quay trở về hiện tại, Bob cùng Sasha và Maggie đang bị vây quanh bởi nhiều xác sống ẩn trong làn sương mù. Trong lúc họ chiến đấu với chúng, một con walker đã suýt nữa cắn Bob, điều này khiến Sasha hoảng hốt. Sau khi họ đã giết hết được đám xác sống, Sasha vội vàng đến cạnh Bob và nhận ra rằng con walker chỉ mới cắn vào phần băng bó của anh. Sasha ôm lấy Bob với vẻ mừng rỡ.
Trong lúc đó, Daryl đang dạy cho Beth cách sử dụng nỏ và kỹ năng lần theo dấu vết. Beth nhìn thấy một dấu vết trên đường đi và đoán đúng được rằng nó là của một walker. Daryl nhận xét rằng cô đang dần trở nên tiến bộ. Họ đi theo dấu vết đến gần chỗ của một con walker đang ăn xác động vật. Beth cố lại gần và dùng nỏ bắn nó, nhưng không may chân cô bị vướng vào một cái bẫy thú. Con walker nhận ra Beth và quay lại định tấn công. Beth dùng nỏ bắn nhưng mũi tên đi trật khỏi não và xuyên qua mồm nó. Daryl liền nhanh chóng chạy đến và giết con walker.
Sasha, Bob và Maggie quyết định rằng họ phải tìm một nơi tốt hơn để dựng trai. Maggie lấy ra một chiếc la bàn nhỏ trong túi và nhận ra rằng nó đã bị hỏng. Bob nói rằng họ cũng không cần cái la bàn đó nữa, vì dù sao mặt trời vẫn mặt đằng Đông và lặn đằng Tây, họ có thể sử dụng mặt trời để định hướng.
Daryl dìu Beth đi ra khỏi cánh rừng cho đến khi họ đi ngang qua một nghĩa địa, phía xa là một ngôi nhà lớn. Daryl liền cõng Beth đi qua nghĩa địa. Bỗng giữa chừng, Beth nhảy xuống và nhìn chằm chằm vào một ngôi mộ. Daryl cũng nhìn theo cô, anh liền nhổ ít hoa từ dưới đất và đặt lên ngôi mộ. Phía trên ngôi mộ có dòng chữ ghi "cha kính yêu". Beth liền nằm lấy tay Daryl.
Maggie, Sasha và Bob đi đến chỗ có đường ray tàu hỏa, họ nhìn thấy một tấm biển nói về cộng đồng Terminus mà nhóm Rick và nhóm Tyreese từng nhìn thấy trước đây. Bob liền nhớ ra một chuyện và kể với hai người còn lại về giọng nói trên radio mà anh, Daryl, Tyreese và Michonne đã nghe thấy trong lúc đi tìm thuốc chữa cúm cho những người ở nhà tù. Maggie lập tức đề xuất rằng họ hãy cùng đi đến nơi trên tấm biển, vì rất có thể Glenn cũng sẽ đến đố. Mặc dù Sasha tỏ vẻ không đồng tình, cuối cùng cô vẫn đi cùng họ sau khi nghe lời thuyết phục của Bob.
Daryl và Beth bước vào bên trong căn nhà gần nghĩa địa. Beth lập tức nhận thấy rằng bên trong nhà rất sạch sẽ, Daryl nghĩ rằng có ai đó đang sống ở đây. Khi tiếp tục khám phá căn nhà, họ thấy hàng loạt thi thể được mặc quần áo chỉnh tề như để chuẩn bị cho tang lễ, cùng với một chiếc quan tài. Beth nghĩ rằng đó là một việc làm cao đẹp, dù là ai làm việc này thì họ cũng có vẻ muốn những thi thể kia được chôn cất tử tế.
Nhóm của Maggie đã dựng lên một chỗ cắm trại cùng với dây chằng xung quanh. Bob hỏi Sasha rằng Maggie đã đi đâu, Sasha nói rằng cô ấy đang đi lấy củi. Bob liền hỏi rằng liệu Sasha có muốn họ dừng lại, và cô đáp lại rằng "có". Khi được hỏi tại sao, cô nói rằng cô muốn họ sống sót. Sasha nghĩ rằng Glenn có lẽ đã chết, và họ nên dừng lại ở thị trấn nào đó đầu tiên mà họ đi qua để sống ở đó.
Daryl và Beth phát hiện trong bếp của căn nhà nọ có rất nhiều thức ăn. Daryl nhận ra rằng những đồ ăn đó không hề bám bụi, có vẻ như chúng chỉ vừa mới được đặt vào trong tủ và thực sự là có ai đó đang sống ở đây. Họ chằng dây cùng những lon ống phía trước nhà để được cảnh báo mỗi khi có ai đó đến gần. Tối hôm đó, Beth ngồi đàn hát bên chiếc piano trong căn nhà. Daryl bước vào phòng và nằm lên chiếc quan tài mà họ tìm thấy, nói rằng đó là chiếc giường êm ái nhất với anh sau một khoảng thời gian dài. Sau đó anh lắng nghe Beth hát.
Sasha tỉnh giấc và phát hiện thấy thông điệp mà Maggie để lại, cô đã rời khỏi giữa đêm trong lúc hai người còn lại còn say ngủ. Bob kiên quyết rằng họ phải đi theo Maggie, và chỉ cần tiếp tục đi theo hướng đường ray, họ sẽ bắt kịp cô ấy.
Khi Maggie đang đi theo đường ray, cô nhìn thấy một tấm biển khác của Terminus. Một con walker xuất hiện đằng sau cô. Maggie liền giết và rạch ruột của nó.
Sasha hỏi Bob rằng tại sao anh luôn mỉm cười kể từ sau khi họ phải rời bỏ nhà tù, và liệu anh thậm chí có biết được rằng mình đang mỉm cười vì điều gì không. Bob đáp lại rằng đó là vì anh không còn cô đơn nữa, không giống như trước đây, anh luôn là kẻ cô đơn sau hai nhóm mà anh từng tham gia. Sau đó hai người họ đi đến được chỗ mà Maggie đã đi qua, họ nhìn thấy thông điệp mà cô để lại. Maggie đã dùng máu của con walker lúc nãy để nhắn nhủ với Glenn rằng hãy đến Terminus.
Daryl bồng Beth vào phòng bếp của căn nhà để dùng thức ăn, nhưng họ dừng lại ngay khi nghe thấy tiếng động bên ngoài. Daryl đi đến mở cửa và nhìn thấy một chú chó bị mất một bên mắt đang đứng trước nhà. Anh cố nựng nó nhưng chú chó đã sợ hãi chạy đi. Beth hỏi rằng liệu chú chó có dám vào nhà không, và Daryl đáp lại rằng có thể lát nữa nó sẽ quay lại.
Nửa đêm, Bob bị đánh thức bởi tiếng động của xác sống. Sasha đã thức dậy từ lúc nào và đang ngồi cạnh anh. Cô bình thản nói rằng tiếng động đó đã có từ cách đây khoảng 1 tiếng rồi và nghĩ rằng có con walker nào đó đang bị mắc kẹt. Sasha nói rằng anh nên đi nghỉ, nhưng Bob đáp rằng anh không ngủ được. Anh bèn hỏi Sasha rằng liệu có phải cô nghĩ Tyreese đã chết. Bob nghĩ rằng nếu Tyreese còn sống, anh ấy sẽ đi đến Terminus, và anh biết rằng Sasha cũng nghĩ vậy.
Beth viết một mảnh giấy gửi lời cảm ơn tới người sống trong ngôi nhà mà họ ở. Daryl cho rằng cô không cần phải để lại lời cảm ơn, họ có thể đợi chủ nhà quay lại và sống cùng người đó. Beth hỏi rằng điều gì đã khiến Daryl thay đổi ý nghĩ về việc vẫn còn những người tốt trên thế giới này, nhưng anh không đáp lại. Trước khi kịp nói thêm lời nào, họ nghe thấy tiếng của con chó lúc nãy đang sủa phía trước nhà. Daryl đi đến mở cửa và ngay lập tức bị tấn công bởi một bầy xác sống bên ngoài. Anh cố chắn cửa lại trong khi Beth đưa cho anh chiếc nỏ. Cả hai người bọn họ vội vàng bỏ chạy trong khi đám xác sống đuổi theo sau. Daryl bảo Beth hãy ra khỏi nhà trước trong khi anh đánh lạc hướng chúng. Sau khi dụ chúng xuống bếp và bị bao vây, Daryl cuối cùng cũng trốn thoát được ra khỏi nhà. Anh chợt nhìn thấy chiếc balô của Beth nằm dưới đất và một chiếc xe vừa rời khỏi. Vừa gọi tên Beth, Daryl vừa cố đuổi theo chiếc xe nhưng không thể bắt kịp.
Trên đường đi, Sasha và Bob lại nhìn thấy một thông điệp mà Maggie để lại về việc bảo Glenn hãy đến Terminus. Bob nói rằng nếu họ tăng tốc thêm, họ sẽ bắt kịp Maggie.
Daryl vẫn đang chạy theo hướng mà chiếc xe tối hôm qua đã đi cho đến khi mất dấu nó. Anh kiệt sức và ngồi gục xuống đường.
Bob và Sasha đến được một thị trấn bỏ hoang bên đường ray tàu. Sasha cố thuyết phục Bob rằng họ nên dựng trại ở đây. Nhưng Bob từ chối, anh vẫn muốn đi tìm Maggie. Sasha nói rằng họ nên dừng việc đi theo Maggie, vì cô ấy không muốn họ đi cùng. Bob đáp lại rằng anh không quan tâm đến điều đó, anh phải tìm được Maggie và giúp cô ấy. Khi không thể thuyết phục Bob được nữa, Sasha đành trao nhau cho anh nụ hôn tạm biệt và đường ai nấy đi.
Sasha bước vào một tòa nhà cũ và kiểm tra bên trong. Cô bỗng bật khóc, nhưng ngay lập tức lấy lại bình tĩnh và đi đến bên cửa sổ. Cô hoảng hốt khi nhìn thấy Maggie đang nằm ở gần tòa nhà đó, bên cạnh những xác chết. Sasha không may động vào cửa sổ, khiến nó rơi xuống vỡ tan và làm Maggie giật mình. Tiếng vỡ của cửa sổ cũng khiến vài xác sống gần đó tiến đến. Sasha vội vàng chạy đến giúp Maggie. Sau khi đã giết hết được chúng, Maggie hỏi Sasha rằng Bob đâu, cô liền đáp lại rằng Bob đang đi tìm Maggie. Maggie sau đó liền an ủi Sasha, nói rằng cô đã nghe thấy Sasha nói với Bob về việc Glenn có lẽ đã chết. Giờ đây Maggie nhận ra rằng cô đã sai, và cô cần sự giúp đỡ của Sasha để đi đến Terminus. Sasha liền đồng ý, và họ cùng đi theo để bắt kịp Bob.
Daryl vẫn đang ngồi bên đường cho đến khi một nhóm gồm 6 người đến vây quanh anh, bọn chúng đều mang theo vũ khí. Trước khi bất kỳ ai kịp nói lời nào, Daryl ngồi phắt dậy đấm vào mặt một tên và chĩa nỏ vào hắn. Chúng chính là những kẻ đã đột nhập vào căn nhà mà Rick ở. Những tên còn lại lập tức chĩa súng vào Daryl, nhưng tên vừa bị đấm liền bảo chúng dừng lại. Hắn liền nói rằng hắn ngưỡng mộ chiếc nỏ của Daryl, và hắn cũng muốn có một cây như vậy. Sau đó hắn nói rằng nếu Daryl bắn hắn, những người còn lại sẽ giết anh, như vậy chẳng khác nào tự sát, rồi hắn hỏi tại sao anh lại tự làm hại bản thân trong khi anh có thể làm hại người khác. Cuối cùng, hắn tự giới thiệu mình tên Joe. Daryl từ từ hạ nỏ xuống và giới thiệu tên của mình với hắn, những tên còn lại trong nhóm của Joe cũng hạ vũ khí xuống.
Maggie và Sasha đã bắt kịp Bob, họ đoàn tụ với nhau và cùng tiếp tục đi đến Terminus. Trong khi đó, ở một nơi khác, Glenn cũng đã tìm thấy tấm biển Terminus và nhìn nó với ánh mắt hoài nghi.

## Diễn viên

### Diễn viên chính
- Andrew Lincoln vai Rick Grimes*
- Norman Reedus vai Daryl Dixon
- Steven Yeun vai Glenn Rhee*
- Lauren Cohan vai Maggie Greene
- Chandler Riggs vai Carl Grimes*
- Danai Gurira vai Michonne*
- Melissa McBride vai Carol Peletier*
- Emily Kinney vai Beth Greene
- Chad Coleman vai Tyreese Williams*
- Sonequa Martin-Green vai Sasha Williams
- Lawrence Gilliard Jr. vai Bob Stookey

### Diễn viên định kỳ
- Jeff Kober vai Joe

*Không xuất hiện trong tập này

### Các diễn viên phụ khác
- Keith Brooks vai Dan
- JD Evermore vai Harley
- Marcus Hester vai Len
- Davi Jay vai Tony
- Eric Mendenhall vai Billy

## Cái chết trong tập
- Không có

## Đánh giá
"Alone" nhận được các phản hồi khá tích cực. Hầu hết các nhà phê bình đều đánh giá cao kịch bản của tập phim, từ việc Beth mất tích, sự quay trở lại của nhóm phản diện là băng cướp của Joe, cho tới quá trình phát triển của nhân vật Bob Stookey. Phil Dyess-Nugent từ trang The A.V. Club cho "Alone" điểm A- (trên thang điểm từ F tới A), trong khi Roth Corney của trang IGN cho tập phim điểm 7.8 trên 10. Trên trang Rotten Tomatoes, có 75% trong số 16 bài phê bình mang phản hồi tốt về tập phim.

## Bên lề
- Lần xuất hiện đầu tiên của: Dan, Billy, Harley.
- Tên của tập phim giống với tên của tập đầu tiên trong The Walking Dead Webisodes: The Oath.
- Tên của tập phim "Alone" ngụ ý cho những cảnh mà các nhân vật phải ở "một mình":
  - Bob từng lang thang một mình sau khi mất nhóm.
  - Daryl chỉ còn một mình sau khi anh và Beth bị chia tách.
  - Maggie lặng lẽ rời khỏi để đến Terminus tìm Glenn một mình.
  - Bob và Sasha đều chỉ còn một mình sau khi bất đồng quan điểm, nhưng cuối cùng họ đều đoạn tụ cùng Maggie.
- Bài hát mà Beth đã hát trong khi chơi piano là "Be Good" của Waxahatchee.
- Bài hát được phát đầu và cuối phim là "Blackbird Song" của Lee DeWyze.
- Đây đã là tập thứ 5 kể từ khi phim bắt đầu đến nay mà Rick Grimes không xuất hiện.
  - Đây cũng là tập thứ 2 liên tiếp mà Rick không xuất hiện.
- Trong chương trình Talking Dead sau tập này, diễn viên Sonequa Martin-Green thủ vai Sasha đã tiết lộ rằng nhân vật của cô từng là lính cứu hỏa trước khi dịch bệnh bùng phát.[6]